# Odruch
Odruch – automatyczna reakcja fizjologiczna na bodziec zewnętrzny lub wewnętrzny, zachodząca przy udziale ośrodkowego układu nerwowego. Na tę formę pracy układu nerwowego uwagę zwrócił Iwan M. Sieczenow.
Droga nerwowa od receptora, będącego źródłem odruchu, do narządu wykonawczego (efektora) nosi nazwę łuku odruchowego. Łuk odruchowy od receptora biegnie neuronem czuciowym (aferentnym) do ośrodkowego układu nerwowego, stamtąd neuronem ruchowym (eferentnym) biegnie do efektora. Najprostsze odruchy składają się tylko z dwóch neuronów, połączonych jedną synapsą (odruch monosynaptyczny), ale przeważnie składają się z większej liczby neuronów. Te dodatkowe neurony nazywają się pośredniczymi (interneuronami). Wyróżnia się odruchy proste (np. kolanowy) i bardziej złożone (np. kończyny górnej albo źrenicy).
W psychologii to nieświadoma reakcja psychiczna. Badania nad odruchami warunkowymi i bezwarunkowymi prowadził rosyjski uczony Iwan Pawłow.
Odruchy instrumentalne wspólnie odkryli Polacy Jerzy Konorski oraz Stefan Miller.